# Флаг Аргентины
Современный фла́г Аргенти́ны стал государственным в 1812 году.

## История
Эскиз флага был предложен Мануэлем Бельграно. Он состоял из трёх равных по ширине горизонтальных полос — крайние окрашены в светло-голубой, центральная — в белый цвет. В 1818 году в центр флага было помещено жёлтое «майское солнце» (исп. Sol de Mayo), символизирующее инкского бога солнца и названное так в честь Майской революции.
Полная версия флага, включающая изображение солнца, именуется «официальным церемониальным флагом» (исп. Bandera Oficial de Ceremonia), флаг без солнца — «праздничным флагом» (исп. Bandera de Ornato). Официальная версия флага всегда должна подниматься выше праздничной. Во всех прочих отношениях оба варианта государственного флага считаются полноправными.
До 1985 года официальный церемониальный флаг (с изображением «майского солнца») мог использоваться только государственными и провинциальными правительственными учреждениями. Физические лица могли использовать исключительно флаг без солнца. Это было закреплено в положении от 1943 года, и затем подтвердилось в указом 10302 от 1944 года. Непосредственными предшественниками этого правила были указы 1027, 5256 и 6628 от 1943 года.
В соответствии со статьёй 1 Закона 23.208 от 25 июля 1985 года, принятого Декретом 1541 от 16 августа того же года, для всех аргентинцев был установлен единый флаг с «майским солнцем». В статье 2 данного Закона отменялись все предыдущие законы, ограничивавшие использование «официального церемониального флага» для физических лиц.
- Мануэль Бельграно
- Флаг Бельграно (1812)
- Флаг Мача (1816)
- Флаг, использовавшийся в 1818 году
- Флаг, использовавшийся Федеральной Лигой (1830)
- Флаг, использовавшийся в 1835 году
- Флаг Аргентинской конфедерации (1850)
- Флаг Аргентины (1861)

## Интерпретация значения
Согласно наиболее распространённой интерпретации значения флага, он олицетворяет небо, облака и солнце. Тем не менее, существует несколько народных преданий, объясняющих значение цветов флага по-иному. Согласно одному из них, голубой цвет символизирует реку Ла-Плата (Río de la Plata — буквально «Река серебра»), а белый — серебро (название «Аргентина» произошло от латинского названия серебра, лат. argentum). Есть также мнение, что расцветка флага основана на традиционных цветах фамилии Бурбонов. Согласно ещё одному варианту, голубой и белый — цвета одеяний Девы Марии.
Ежегодно, 20 июня, в Аргентине отмечается День флага.

## Интересные факты
- В кинематографе аргентинский флаг появился в 1897 году, когда был снят фильм «Аргентинский флаг», который также считается первым фильмом в истории аргентинского кинематографа.